# Palazzo INAIL (Pisa)
Il Palazzo INAIL è un edificio polifunzionale situato tra via del Giardino 2 e via Giovanni Di Simone a Pisa.

## Storia
L'area prescelta per l'edificazione dello stabile - di proprietà Leoncini Labindo, posta all'interno del quartiere San Francesco che nel 1938 era stato sottoposto ad un pesante risanamento mediante l'abbattimento di numerosi lotti di case ritenute malsane - fu acquistata dall'INFAIL (Istituto Nazionale Fascista per l'Assicurazione contro gli Infortuni sul Lavoro) nel 1939.
Il progetto dell'edificio fu redatto nel 1940 dall'architetto Luigi Giulini dell'Ufficio Tecnico dell'INFAIL (disegnatore Sabbatini) e la licenza di costruzione fu concessa con deliberazione Comunale del 19 aprile 1940 n° 4400. Nell'ottobre 1941 l'edificio risulta in costruzione.
Negli anni 1945-1946 l'edificio fu usato come lavanderia militare americana.
Nel 1949 fu acquistato dall'INAIL e totalmente ristrutturato. Da quella data ospita gli uffici e gli ambulatori dell'Istituto, mentre il corpo sul retro è destinato ad abitazioni.

## Descrizione
Posto nella zona a tergo del massiccio palazzo di Giustizia ed inserito in un modesto tessuto edilizio a carattere residenziale realizzato prevalentemente nel dopoguerra, l'edificio si dispone in angolo tra la via del Giardino e la via Di Simone, con i due prospetti raccordati da un fronte leggermente concavo che ne costituisce la facciata principale. Sul retro, le due ali racchiudono un cortile interno su cui prospetta anche il corpo parallelepipedo destinato ad abitazioni, attestato ad angolo retto all'estremità del fronte su via del Giardino.
Il palazzo si eleva su quattro piani fuori terra oltre il seminterrato, per un totale di circa 20.000 m3. I diversi livelli sono collegati da tre scale interne, di cui la scala A per gli uffici, le scale B e C per i sette appartamenti destinati ad abitazioni.
Il seminterrato ospita archivi e cantine private; al pian terreno, dopo l'atrio e gli sportelli per il pubblico, si trovano alcuni uffici e, sul retro, il centro medico legale e gli ambulatori. I piani superiori sono interamente destinati ad uffici. Le coperture sono a terrazza con lastrico solare.

### Esterno
L'esterno presenta un paramento continuo in laterizio a vista su cui risaltano gli inserti in travertino della fascia basamentale, delle cornici e della fascia marcapiano, dei due larghi setti giganti ai lati dell'entrata, delle colonne accoppiate della loggia sulla quale, nel fronte principale, affacciano gli ultimi due piani e, infine, delle lesene che scandiscono la zona superiore intonacata dei fronti laterali.
Il fronte principale, preceduto da una scalinata circolare, è animato dai chiaroscuri delle profonde rientranze ai lati e superiormente al vano di entrata e della loggia agli ultimi due piani, sorretta da coppie di colonne e sottolineata da una cornice.
Il settore inferiore del fronte è interamente rivestito in travertino mentre la parete interna della loggia è trattata ad intonaco Fulget.
Sulle pareti laterali scompare il motivo della loggia e le colonne lasciano il posto ad una successione di lesene che ne scandiscono il settore superiore, leggermente arretrato rispetto al filo della muratura e sottolineato dalla cornice in travertino e trattato ad intonaco.
Nella zona inferiore continua la successione delle finestre rettangolari la cui cornice in travertino risalta sul paramento continuo in laterizio a vista.
Nel basamento a travertino sbozzato sono ritagliate le aperture del seminterrato.
L'edificio è coronato da una spessa cornice in finto travertino che costituisce anche il parapetto della terrazza di copertura.
La semplicità volumetrica che appare dalla strada si perde sul retro dell'edificio, dove il cortile interno è racchiuso da una fitta articolazione di volumi, di differenti altezze e di diverso trattamento parietale: totale rivestimento in travertino per i bassi corpi degli ambulatori, cortina di mattoni per i volumi laterali e intonaco per il fronte tergale e i corpi leggermente convessi dei due vani scala, collegati fra loro da passaggi esterni coperti.
Sulle terrazza di copertura degli ambulatori sono stati recentemente sistemati dei volumi prefabbricati per l'ampliamento degli archivi.

### Interno
L'entrata principale immette nell'atrio con gli sportelli al pubblico, di forma trapezoidale e pavimentato in marmo alla palladiana; ai lati degli sportelli si dipartono i corridoi, di cui quello di sinistra direttamente comunicante con l'entrata sul retro, lungo i quali si aprono gli uffici. Questi risultano pavimentati in linoleum, mentre nei corridoi è rimasto il pavimento originale in graniglia.
Gli elementi maggiormente rilevanti dell'edificio risultano i due corpi scala a pianta ellittica disposti simmetricamente sul retro, con accesso sia dall'interno che dal cortile. A sviluppo elicoidale, le scalinate in marmo bianco si snodano per i quattro piani dell'edificio, accompagnati dalla zoccolatura in marmo verde e dal parapetto in muratura con cimasa in marmo verde e corrimano in legno.